# (Nendest) narkootikumidest ei tea me (küll) midagi
«(Nendest) narkootikumidest ei tea me (küll) midagi» (укр. Ми (ще) нічого не знаємо про (ці) наркотики) — пісня естонського хіп-хоп гурту 5miinust та естонського фолк-дуету Puuluup, з якою вони представляли Естонію на Пісенному конкурсі Євробачення 2024 в Мальме, Швеція після перемоги на національному відборі Eesti Laul 2024.

## Про пісню
«(Nendest) narkootikumidest ei tea me (küll) midagi» написали учасники Puuluup: Марко Вейссон і Рамо Тедер та учасники 5miinust: Крістіян Якобсон, Мікель Тамм, Карл Ківастік та Прііт Томсон разом із Кімом Веннерстремом. За словами Вейссона та Ківастіка (псевдонім — Корея), на створення пісні їх надихнула подорож, під час якої Вейссон сказав, що він «нічого не знає про [корейські] наркотики». У своєму аналізі поет Йоонас Веельмаа стверджує, що пісня намагається «спростувати якийсь міф», підкреслюючи, що людина, яка слухає пісню, не є наркозалежним.
В іншому аналізі, проведеному Люсі Персі з Wiwibloggs, стверджується, що на початку пісні на дует напав поліцейський наркооператор. За словами Персі, співаки заперечують, що є «наркоманами», тому що не багаті й не мають грошей для купівлі наркотиків; хоча вони й п'ють пейл-ель і носять сонцезахисні окуляри, щоб приховати зіниці. Згадка про те, що дует бідний, може «натякати на те, як багатство має вплив спрйняття поліцією людей… оскільки вони бідні, їм потрібно захищатися та заперечувати все. Або це може бути просто чудова частина розумного гумор».
6 листопада 2023 року Puuluup та 5miinust оголосили учасниками Eesti Laul 2024. 8 грудня відбулася офіційна прем'єра «(Nendest) narkootikumidest ei tea me (küll) midagi» разом із музичним відео до неї в цифровому додатку Eesti Rahvusringhääling, а 23 грудня пісня була вперше виконана наживо. Після перемоги на Eesti Laul 2024 Кохвер заявив про плани змінити текст пісні для конкурсу Євробачення 2024.

## Пісенний конкурс Євробачення 2024

### Eesti Laul 2024
Для вибору представника на Євробаченні 2024 естонська телекомпанія Eesti Rahvusringhääling (ERR) організувала конкурс Eesti Laul 2024 з 20 учасниками, що складався з півфіналу, який поділявся на два раунди та відбувся 20 січня 2024 року, а потім завершився великим фіналом для вибору переможця шляхом голосування 50/50 глядачів і журі.
Puuluup та 5miinust виконали «(Nendest) narkootikumidest ei tea me (küll) midagi» під першим номером у півфіналі. Пісня пройшла кваліфікацію у фінал, який відбувся 17 лютого. Виконавці разом з двома іншими учасниками — Ollie з піснею «My Friend» та Неле-Лііс Ваіксо з піснею «Käte ümber jää» — пройшли до суперфіналу. «(Nendest) narkootikumidest ei tea me (küll) midagi» перемогла в суперфігалі, набравши 26 422 голоси (удвічі більше, ніж у другого місця). У підсумку Puuluup та 5miinust отримали право представляти Естонію на Пісенному конкурсі Євробачення 2024.
У березні 2024 року було оголошено, що згідно з правилами Євробачення, які забороняють будь-які посилання на торговельні марки, згадка Lay's chips буде видалена з куплета пісні перед конкурсом.

### На Євробаченні
Пісенний конкурс Євробачення 2024 відбувся на Мальме-Арені в Мальме, Швеція, і складався з двох півфіналів, які пройшли 7 і 9 травня відповідно, і фіналу 11 травня 2024 року. 

Під час жеребкування 30 січня 2024 року Естонія потрапила до другої половини другого півфіналу шоу та виступила під 13 номером. Puuluup та 5miinust посіли 6 місце у півфіналі та здобули 79 балів, що дозволило кваліфікуватися до фіналу Євробачення 2024, де пісня «(Nendest) narkootikumidest ei tea me (küll) midagi» фінішувала на 20 місці з 37 балами, з яких 4 – від журі та 33 – від глядачів. Глядачі Латвії віддали пісні свої 12 балів.

Учасники 5miinust та Puuluup на сцені Євробачення
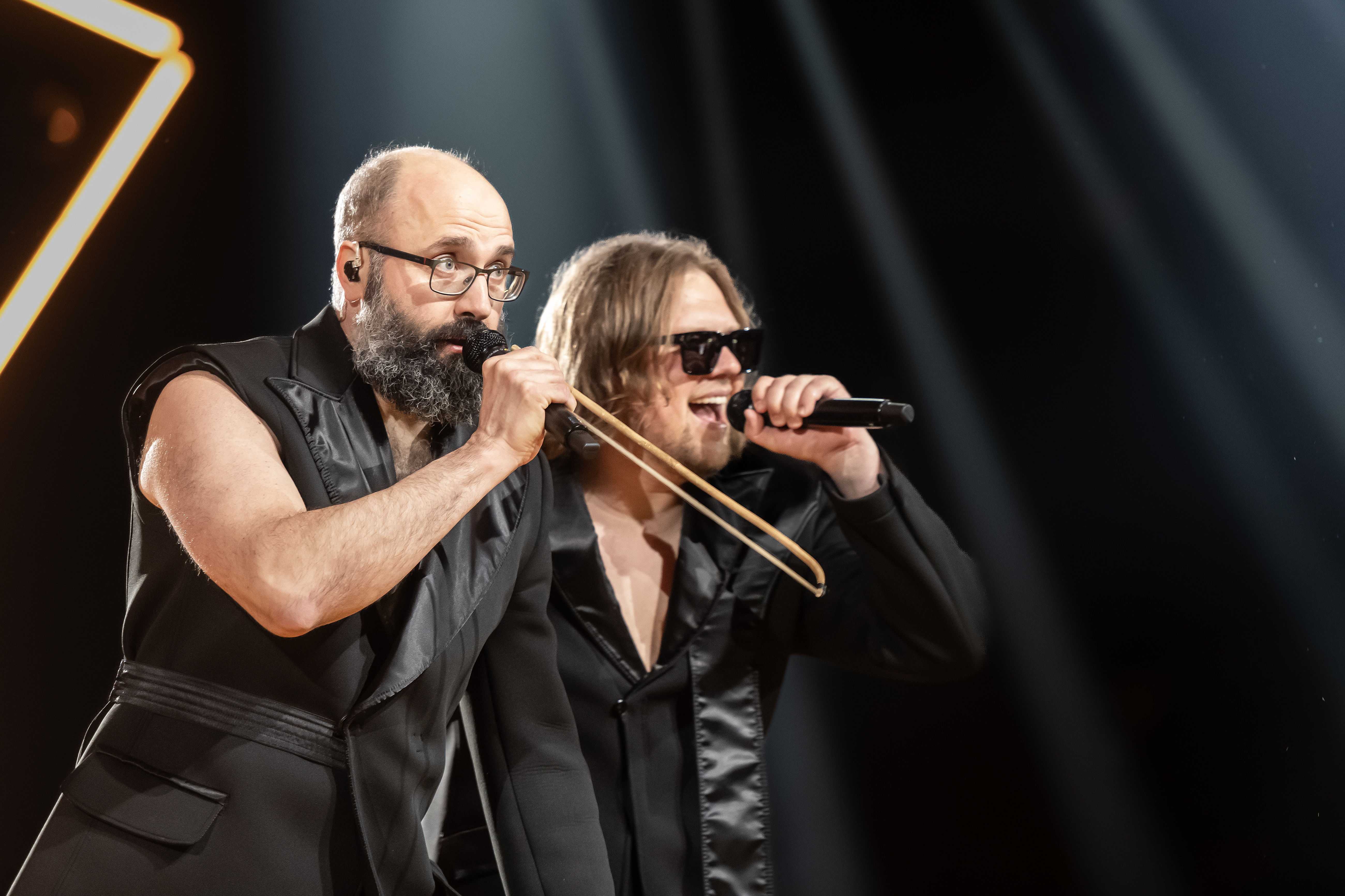
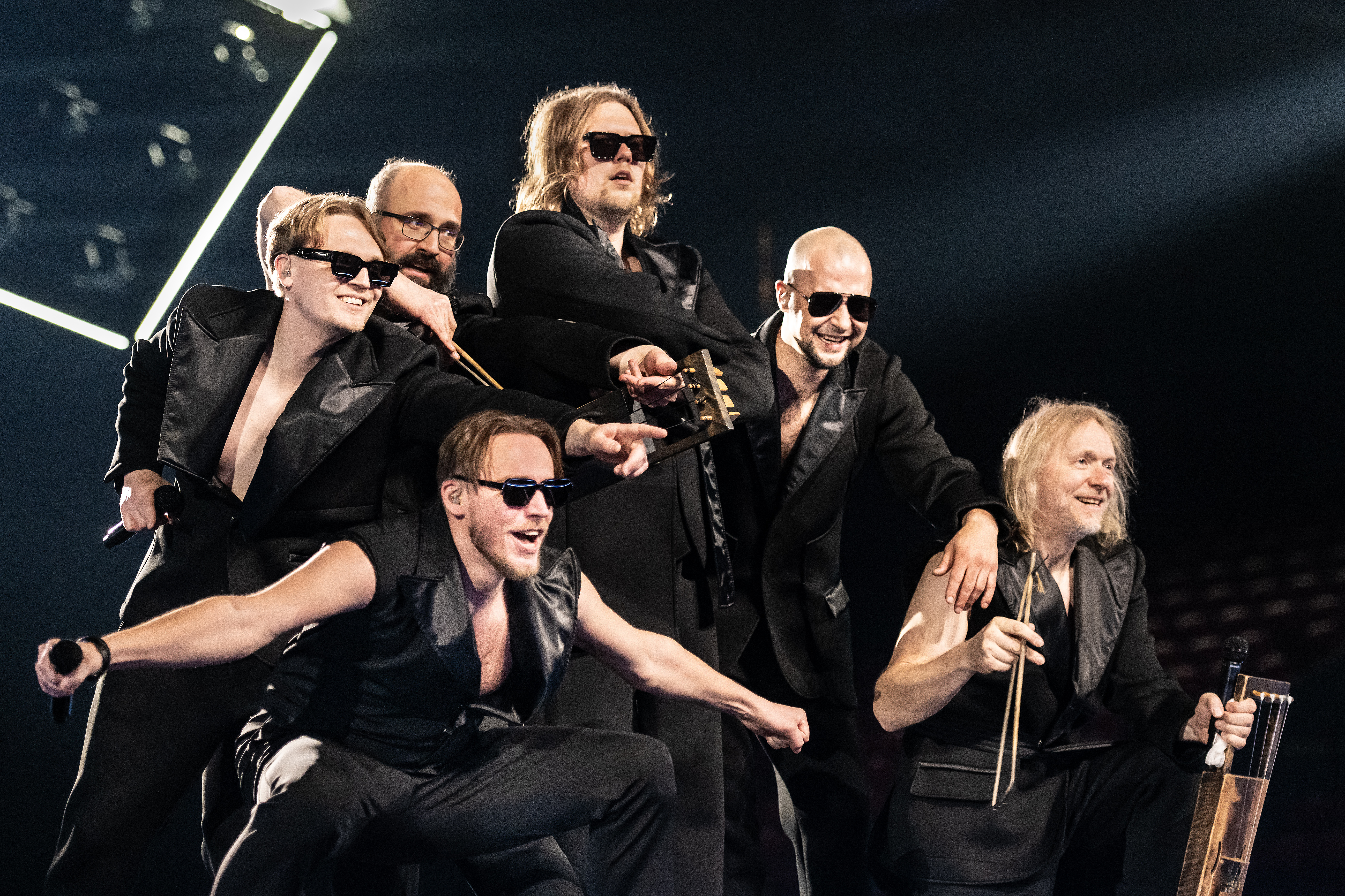
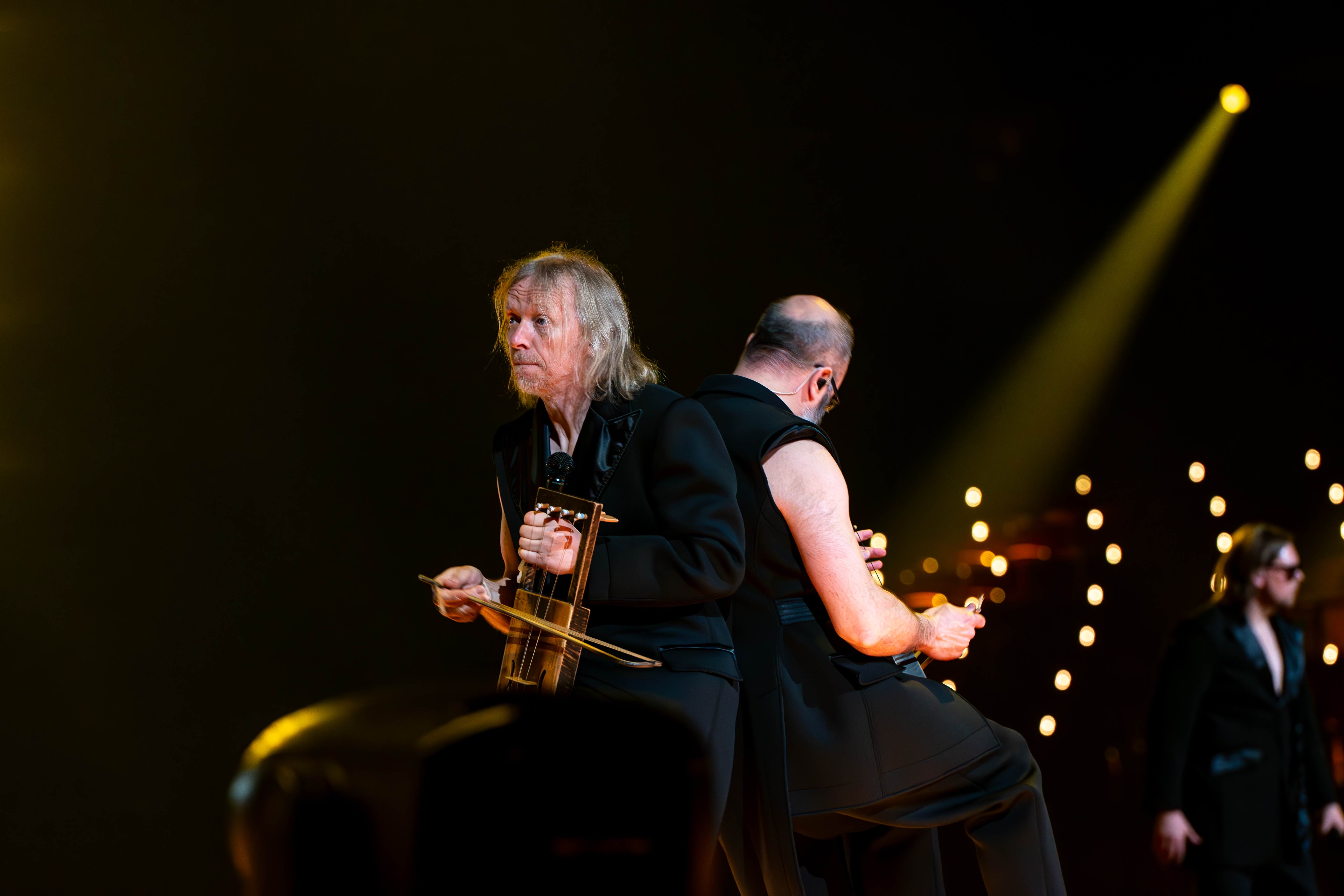
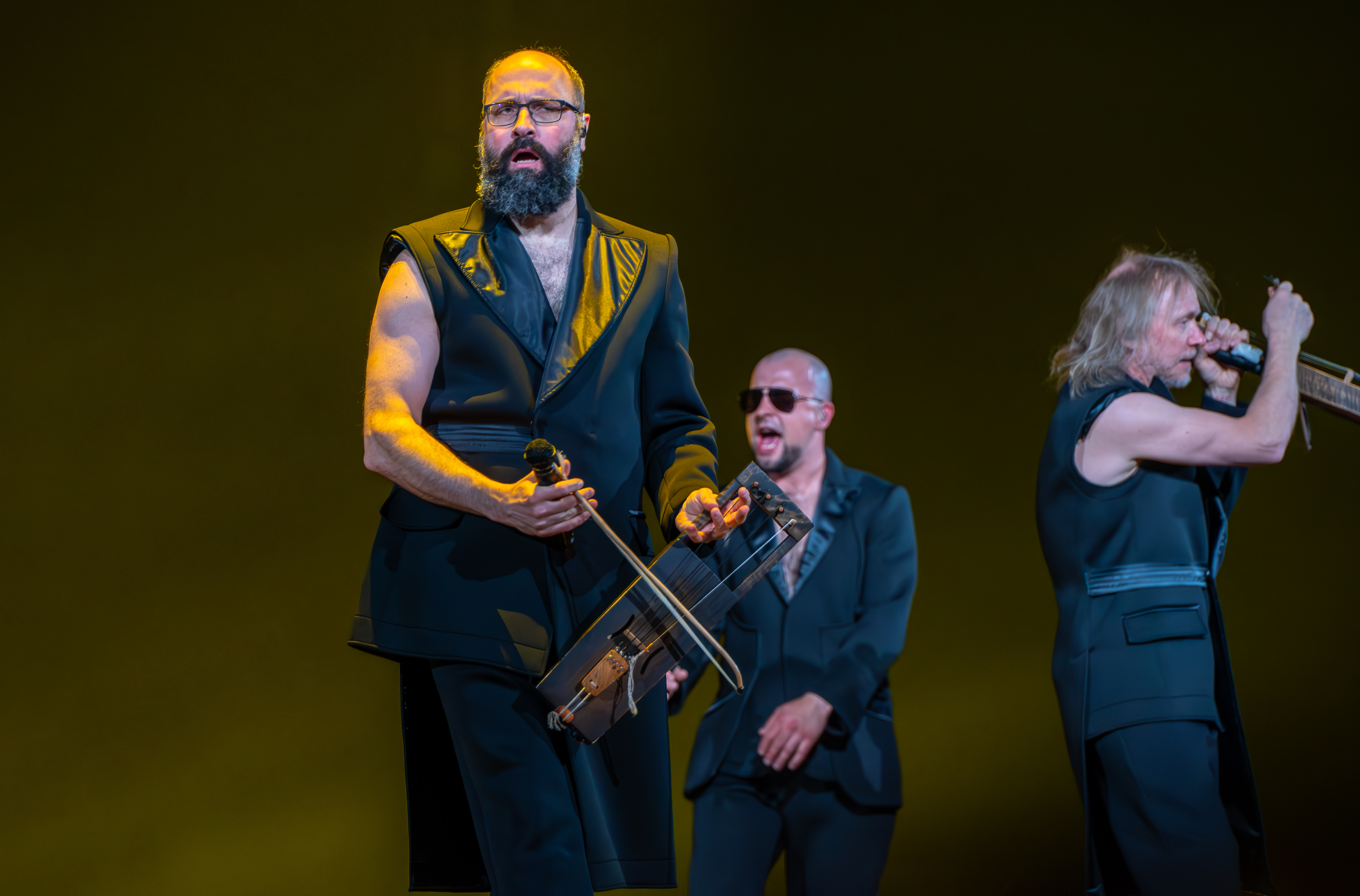
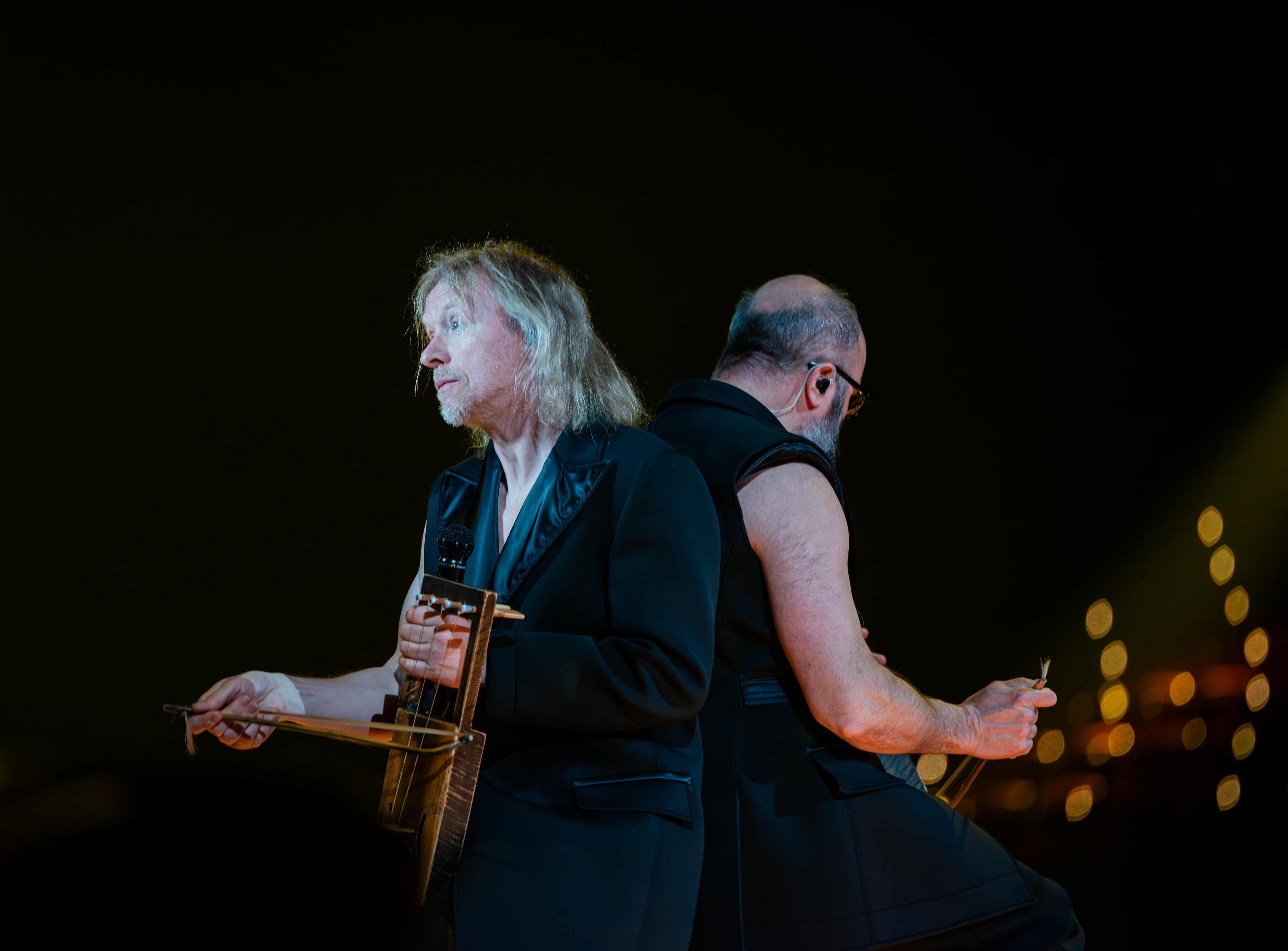
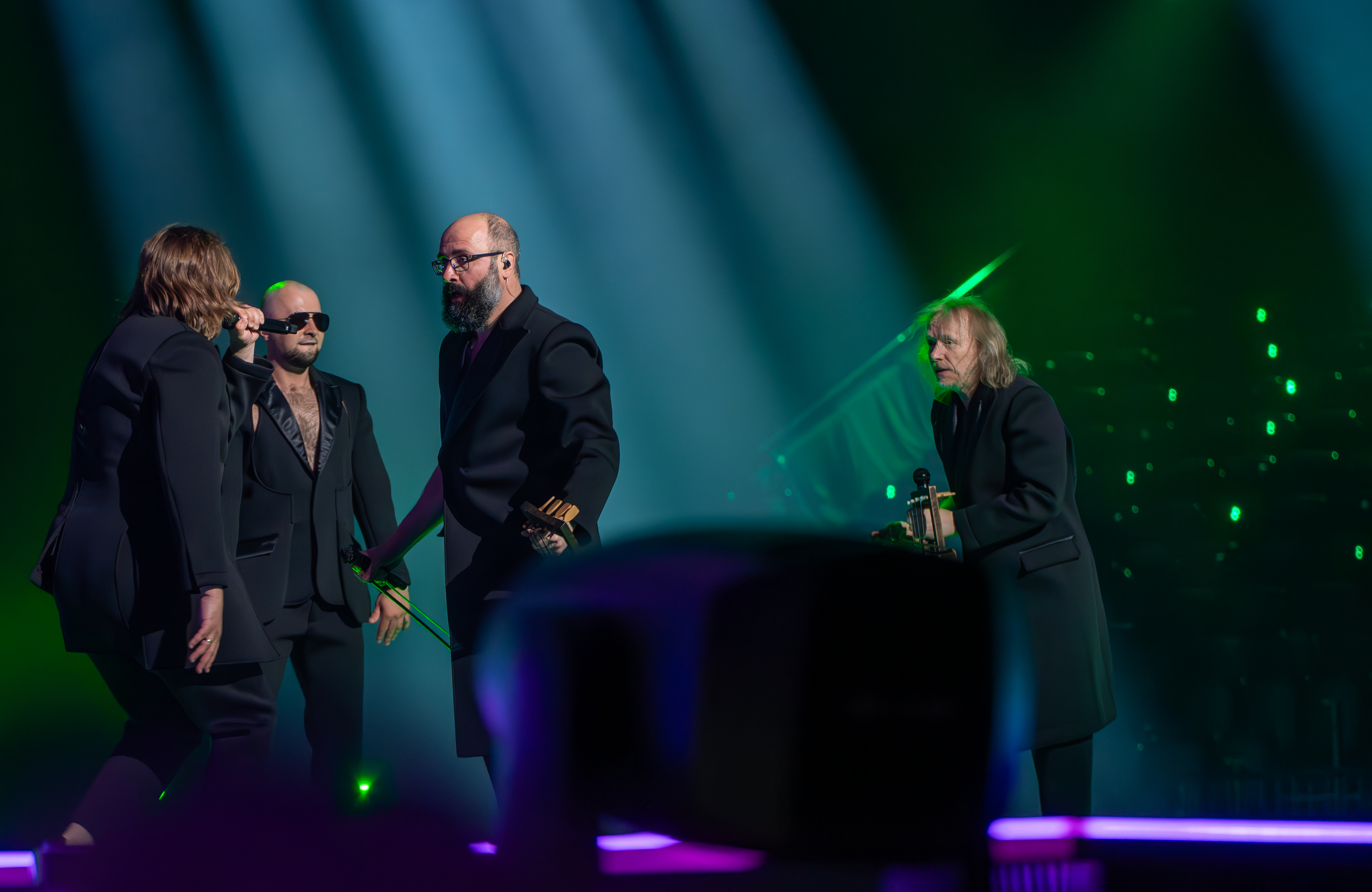
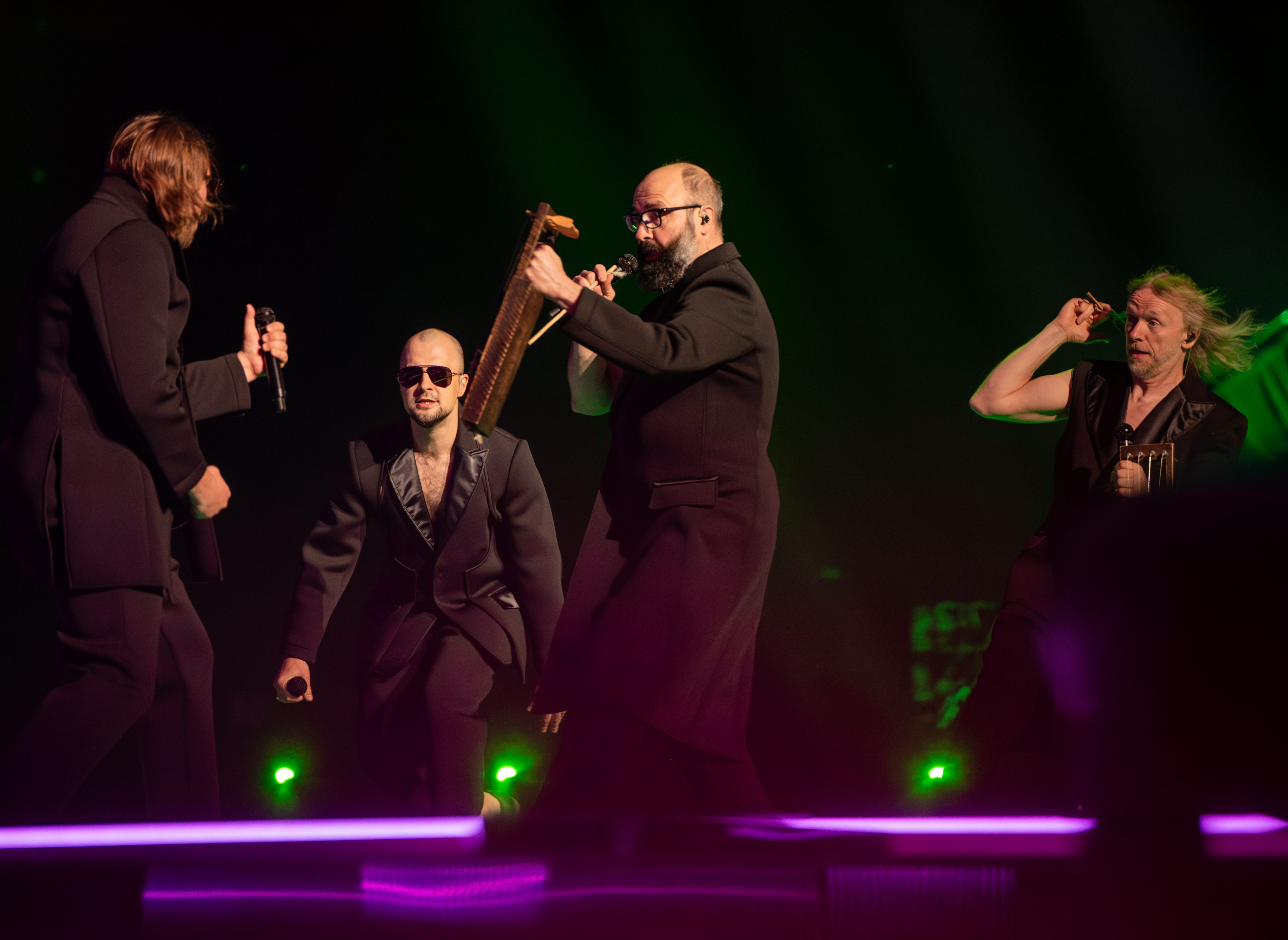
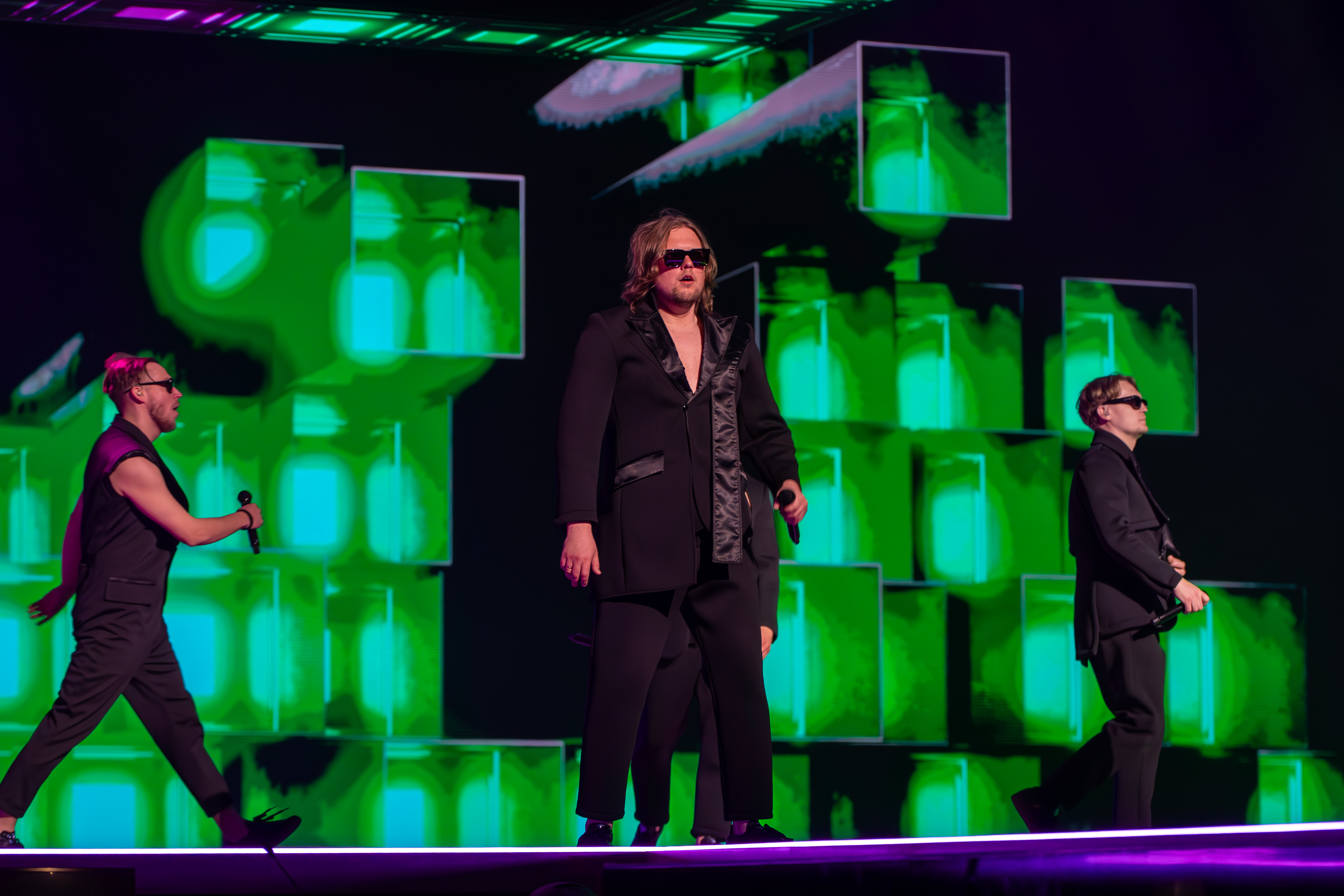
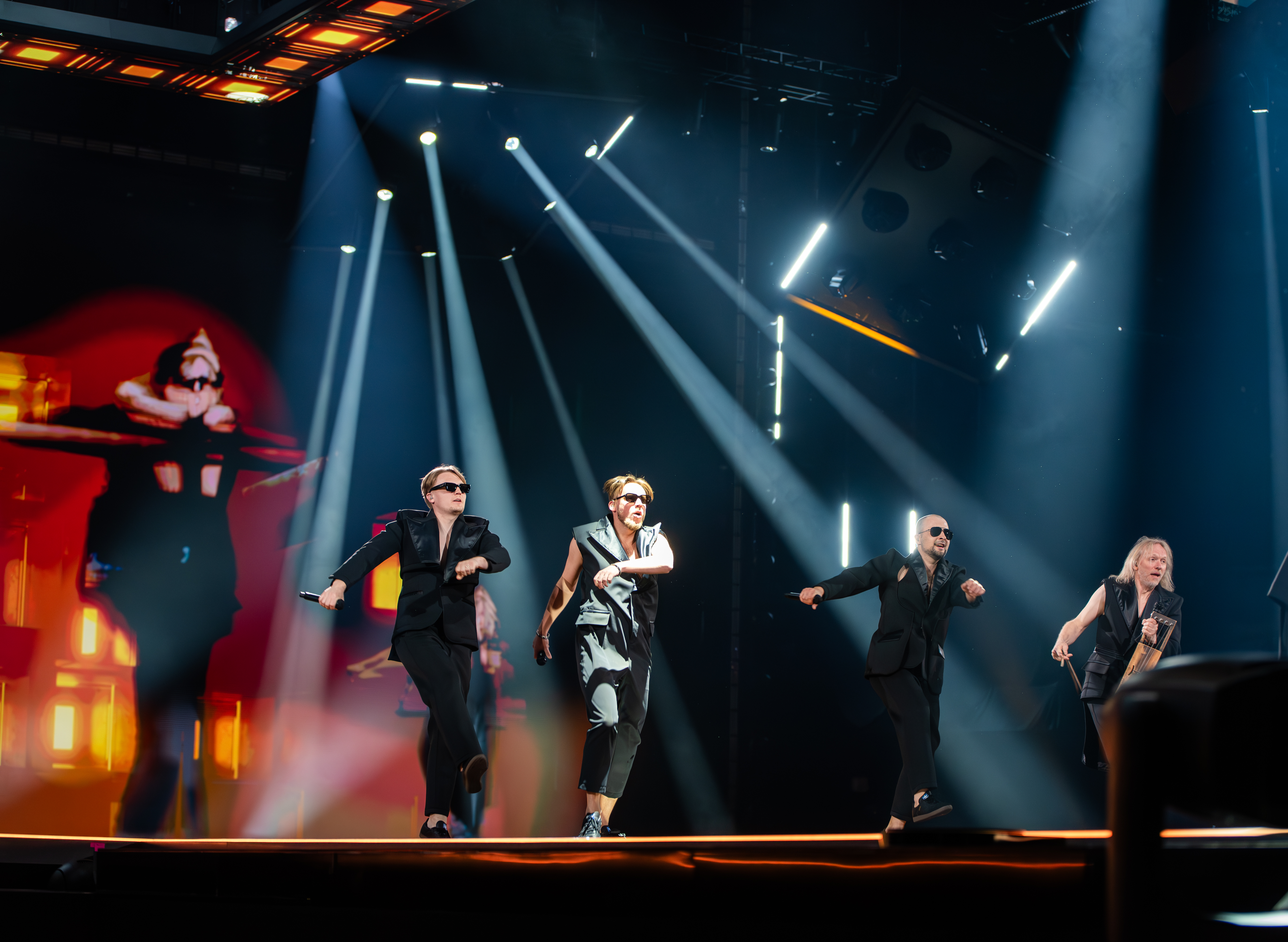
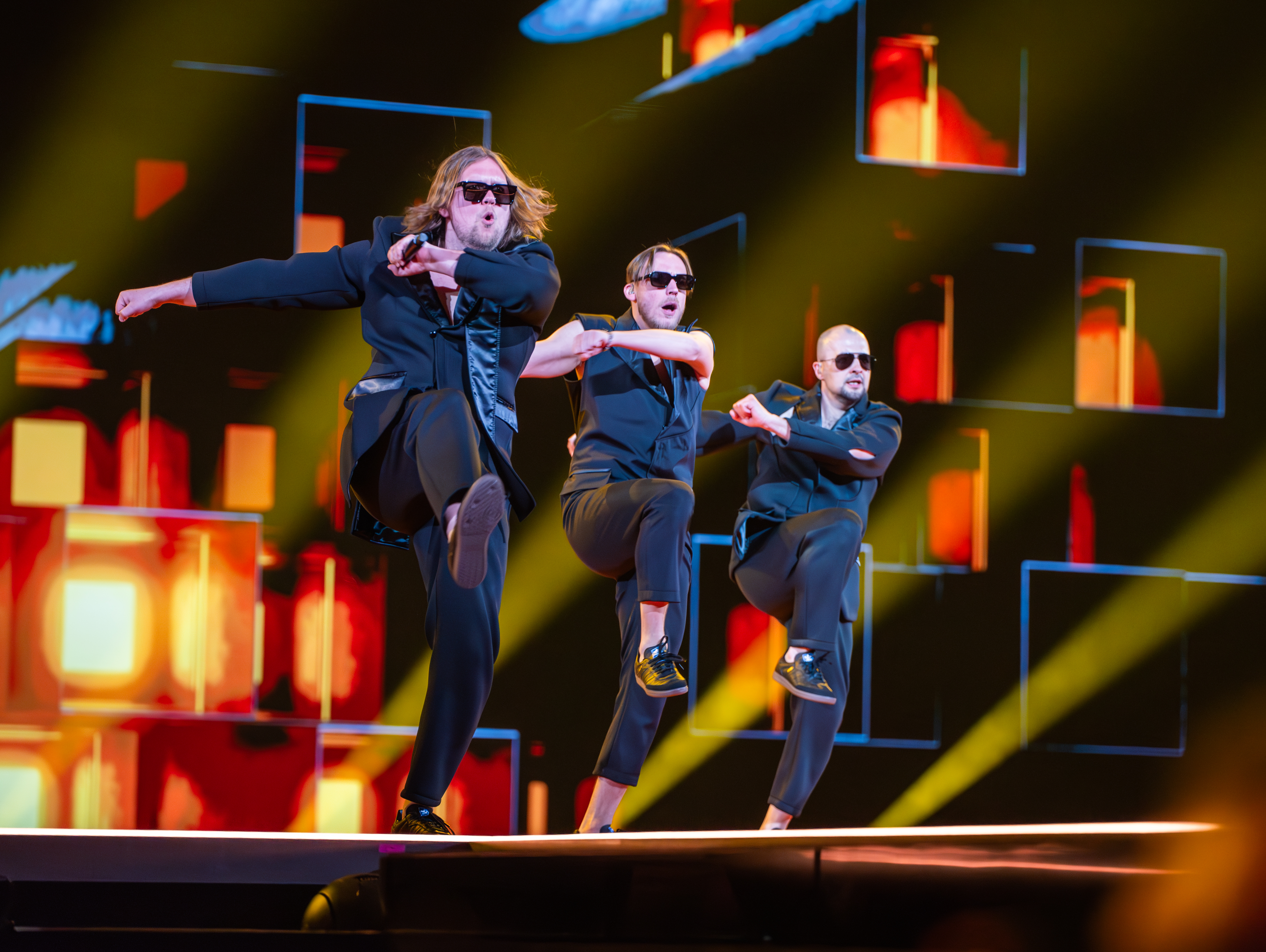
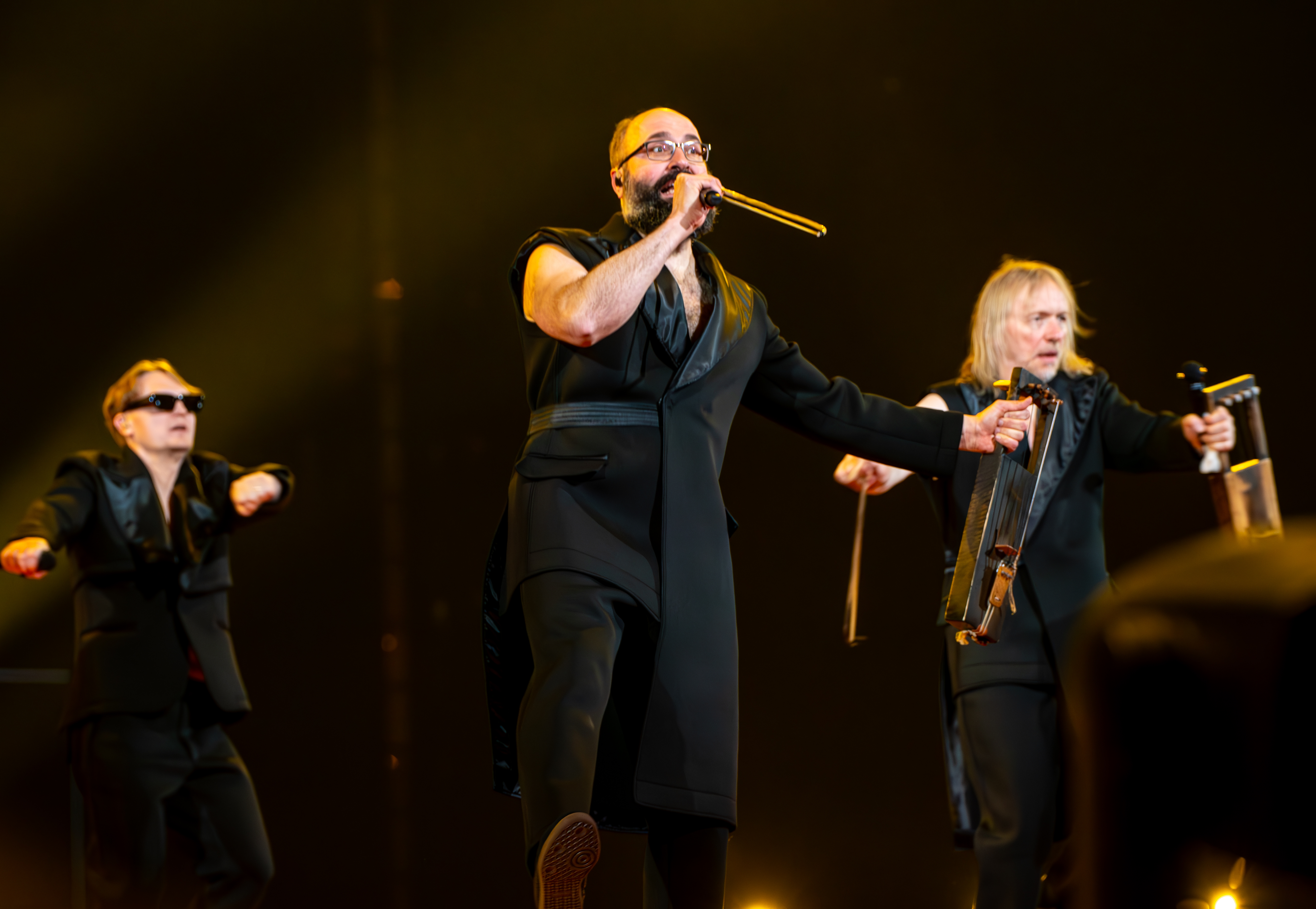
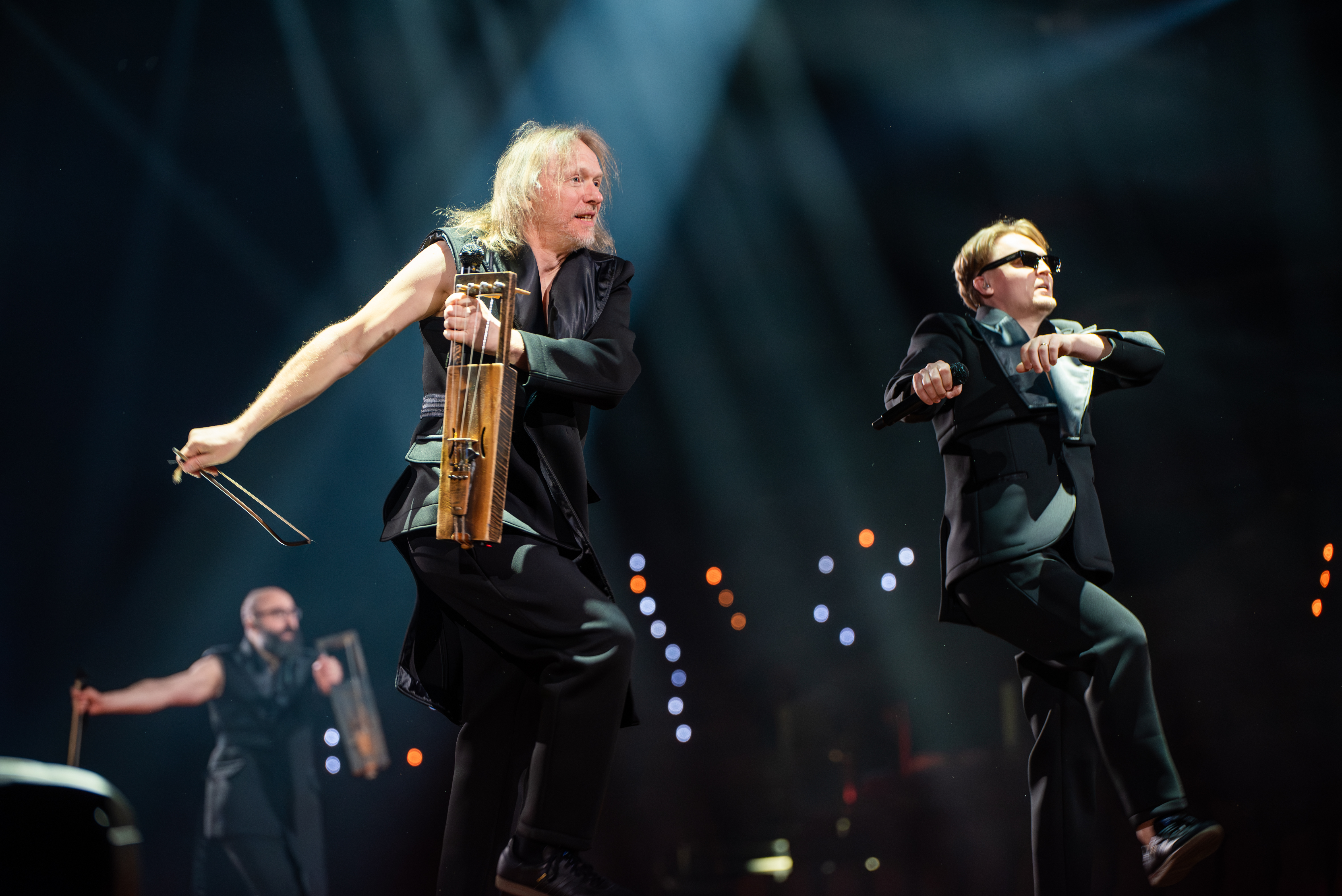
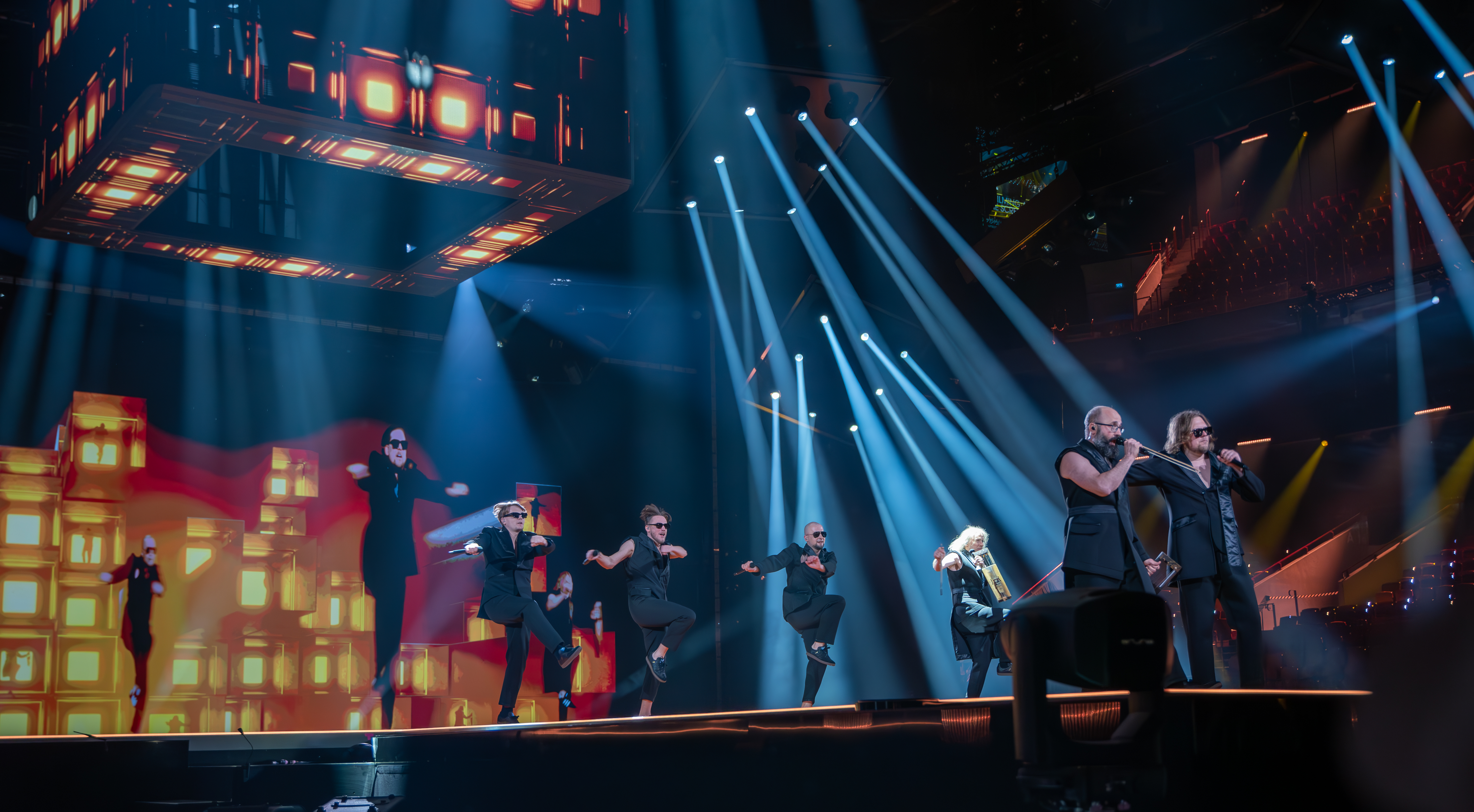